# Gijón Mariners 2018
Questa voce raccoglie le informazioni riguardanti i Gijón Mariners nelle competizioni ufficiali della stagione 2018.

## Maschile

### LNFA Serie A 2018

#### Stagione regolare
| Gijón 13 gennaio 2018, ore 15:00 | Gijón Mariners | 40 – 13 referto | Coyotes de Santurtzi | Complejo Deportivo Las Mestas |

| Gijón 20 gennaio 2018, ore 15:00 | Gijón Mariners | 14 – 39 referto | Las Rozas Black Demons | Complejo Deportivo Las Mestas |

| Santiago di Compostela 4 febbraio 2018, ore 12:00 | Santiago Black Ravens | 0 – 49 referto | Gijón Mariners | Campo de fútbol municipal de As Cancelas |

| Gijón 17 febbraio 2018, ore 15:00 | Gijón Mariners | 7 – 47 referto | Osos de Rivas | Complejo Deportivo Las Mestas |

| Santurtzi 4 marzo 2018, ore 11:00 | Coyotes de Santurtzi | 20 – 27 referto | Gijón Mariners | Polideportivo Municipal de Santurtzi Mikel Trueba |

| Las Rozas de Madrid 10 marzo 2018, ore 17:00 | Las Rozas Black Demons | 40 – 0 referto | Gijón Mariners | Campo de Rugby El Cantizal |

| Gijón 24 marzo 2018, ore 16:00 | Gijón Mariners | 23 – 0 referto | Santiago Black Ravens | Complejo Deportivo Las Mestas |

| Rivas-Vaciamadrid 14 aprile 2018, ore 16:00 | Osos de Rivas | 27 – 12 referto | Gijón Mariners | Polideportivo Cerro del Telégrafo |

#### Playoff
| Gijón 29 aprile 2018, ore 12:00 | Gijón Mariners | 50 – 0 referto | Coyotes de Santurtzi | Complejo Deportivo Las Mestas |

| Santa Coloma de Gramenet 6 maggio 2018, ore 11:30 | Badalona Dracs | 78 – 12 referto | Gijón Mariners | Campo de Fútbol Badalona Sud |

### XXIII Copa de España

#### Fase a eliminazione diretta
| 17 novembre 2018, ore 16:00 | Gijón Mariners | 14 – 6 referto | Murcia Cobras |  |

| Santa Coloma de Gramenet 2 dicembre 2018, ore 11:30 | Badalona Dracs | 47 – 10 referto | Gijón Mariners | Campo de Fútbol Badalona Sud |

### Statistiche di squadra
| Competizione           | %Vittorie | In casa | In casa | In casa | In casa | In casa | In casa | In trasferta | In trasferta | In trasferta | In trasferta | In trasferta | In trasferta | Totale | Totale | Totale | Totale | Totale | Totale |
| Competizione           | %Vittorie | G       | V       | N       | P       | Pf      | Ps      | G            | V            | N            | P            | Pf           | Ps           | G      | V      | N      | P      | Pf     | Ps     |
| ---------------------- | --------- | ------- | ------- | ------- | ------- | ------- | ------- | ------------ | ------------ | ------------ | ------------ | ------------ | ------------ | ------ | ------ | ------ | ------ | ------ | ------ |
| LNFA Stagione regolare | .500      | 4       | 2       | 0       | 2       | 84      | 99      | 4            | 2            | 0            | 2            | 88           | 87           | 8      | 4      | 0      | 4      | 172    | 186    |
| LNFA Playoff           | .500      | 1       | 1       | 0       | 0       | 50      | 0       | 1            | 0            | 0            | 1            | 12           | 78           | 2      | 1      | 0      | 1      | 62     | 78     |
| Coppa                  | .500      | 1       | 1       | 0       | 0       | 14      | 6       | 1            | 0            | 0            | 1            | 10           | 47           | 2      | 1      | 0      | 1      | 24     | 53     |
| Totale                 | .500      | 6       | 4       | 0       | 2       | 148     | 105     | 6            | 2            | 0            | 4            | 110          | 212          | 12     | 6      | 0      | 6      | 258    | 317    |

## Femminile

### Liga Norte Femenina 2018

#### Stagione regolare
| Oviedo 11 febbraio 2018, ore 12:00 | Oviedo Phoenix | 28 – 0 referto | Gijón Mariners | H.F.E. Tensi |

| Saragozza 25 febbraio 2018, ore 14:00 | Zaragoza Hornets | 39 – 12 referto | Gijón Mariners | Parque Deportivo Ebro |

| Vioño de Piélagos 18 marzo 2018, ore 10:30 | CDE Berserkers | 4 – 15 referto | Gijón Mariners | Campo Vimenor |

| Gijón 25 marzo 2018, ore 10:00 | Gijón Mariners | 6 – 0 referto | Oviedo Phoenix | Campo Municipal de El Arenal |

| Gijón 15 aprile 2018, ore 16:00 | Gijón Mariners | 67 – 7 referto | Zaragoza Hornets | C.D. Las Mestas |

| Gijón 13 maggio 2018, ore 12:00 | Gijón Mariners | 47 – 0 referto | CDE Berserkers | Campo Municipal de El Arenal |

### Statistiche di squadra
| Competizione      | %Vittorie | In casa | In casa | In casa | In casa | In casa | In casa | In trasferta | In trasferta | In trasferta | In trasferta | In trasferta | In trasferta | Totale | Totale | Totale | Totale | Totale | Totale |
| Competizione      | %Vittorie | G       | V       | N       | P       | Pf      | Ps      | G            | V            | N            | P            | Pf           | Ps           | G      | V      | N      | P      | Pf     | Ps     |
| ----------------- | --------- | ------- | ------- | ------- | ------- | ------- | ------- | ------------ | ------------ | ------------ | ------------ | ------------ | ------------ | ------ | ------ | ------ | ------ | ------ | ------ |
| Stagione regolare | .667      | 3       | 3       | 0       | 0       | 120     | 7       | 3            | 1            | 0            | 2            | 27           | 71           | 6      | 4      | 0      | 2      | 147    | 78     |
| Totale            | .667      | 3       | 3       | 0       | 0       | 120     | 7       | 3            | 1            | 0            | 2            | 27           | 71           | 6      | 4      | 0      | 2      | 147    | 78     |